# Al Trost
Alan Philip Trost (San Luis; 7 de febrero de 1949), más conocido como Al Trost, es un exfutbolista estadounidense que jugó como centrocampista. Jugó fútbol en la Universidad de San Luis, ganando el Hermann Trophy de 1969 y 1970.

## Selección nacional
Jugó dos de los tres partidos de Estados Unidos en los Juegos Olímpicos de Múnich 1972, el empate 0-0 con Marruecos y la aplastante derrota por 0-7 a manos de Alemania Occidental. Continuó jugando para la selección nacional después de los Juegos Olímpicos.
Con la selección absoluta, debutó y marcó su único gol el 12 de agosto de 1973, en una victoria por 1-0 sobre Polonia. Su último partido fue contra Portugal en Lisboa el 20 de septiembre de 1978.

### Participaciones en Juegos Olímpicos
| Torneo                   | Sede   | Resultado    |
| ------------------------ | ------ | ------------ |
| Juegos Olímpicos de 1972 | Múnich | Primera fase |

## Clubes
| Club             | País           | Año       |
| ---------------- | -------------- | --------- |
| St. Louis Stars  | Estados Unidos | 1973-1977 |
| California Surf  | Estados Unidos | 1978      |
| Seattle Sounders | Estados Unidos | 1979      |
| New York Arrows  | Estados Unidos | 1979-1980 |

## Palmarés

### Títulos nacionales
| Título                     | Equipo          | País           | Año     |
| -------------------------- | --------------- | -------------- | ------- |
| Major Indoor Soccer League | New York Arrows | Estados Unidos | 1979-80 |